# 锡亚琴冰川

錫亞琴冰川周边的河流

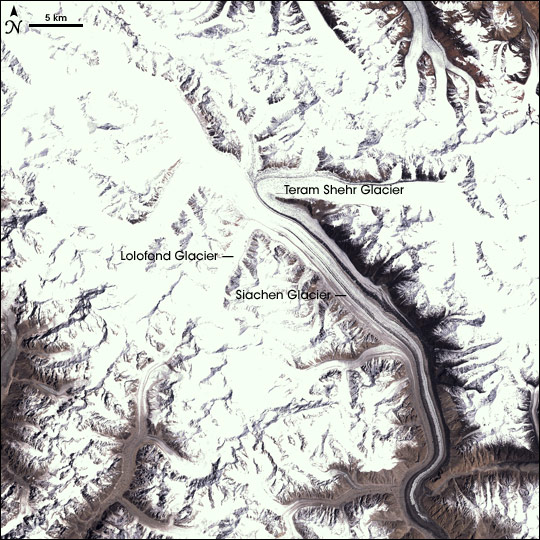
锡亚琴冰川卫星图

锡亚琴冰川是位于喀喇昆仑山脉南端的吉尔吉特-巴尔蒂斯坦（属巴控克什米尔）、拉达克（属印控克什米尔）和中国新疆（喀喇昆仑走廊）之间的一處冰川，高度从印控一侧的海拔5375米延伸至中国境内的3620米。

## 地理
这一地区也是亞歐大陸板塊与印度次大陆北部的分水岭，在喀喇昆仑山广泛的冰川部分有时也被称为“第三极”。冰川长约72公里，面积约3,000余平方公里，平均气温在摄氏零下30－50度之间。地形上呈南北走向，西面为萨尔托洛山脉（Saltoro Mountains），东面为喀喇昆仑山主脉。萨尔托洛山脉北端延伸至中国境内与喀喇昆仑山锡亚康戈里峰（Sia Kangri Peak）相连。萨尔托洛山脉的山峰高度处在5,450至7,720米之间，自北向南山口高度5,589米到5,450米；这一地区冬季平均降雪量10.5米，气温最低达零下50摄氏度。

## 历史
锡亚琴冰川地区为印巴冲突地区，自1947年印巴克什米尔争端爆发后，这里始终是世界上海拔最高的对峙阵地，双方均在这里设有重兵，并多次发生血战。1972年的《西姆拉协定》虽然划定了控制线，但未延伸到锡亚琴冰川。在1984年武裝衝突後，印度军队占据了原由巴基斯坦管辖的冰川高地，約占該地區面積的2/3，該地區的所有主要山口均由印度控制。双方沿未划定的实际地面位置线对峙。